# 乾正春
乾 正春（いぬい まさはる、生年不詳 - 1830年10月8日（文政13年8月22日））は、江戸時代後期の土佐藩士。掛川衆侍。幼名は丑之助。通称は市郎兵衛（世襲名）、佐内と変わり、最後は乾 左八と名乗った。

## 来歴

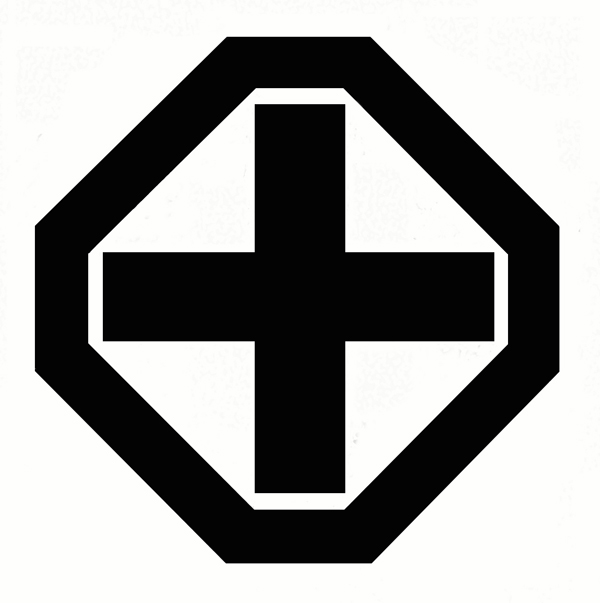
榧之内十文字
（乾家 定紋）

- 土佐藩士（小姓格）乾正壽（宅平）の嫡男として高知城下町に生まれる。母は本山茂苞（安之進）の娘。
- 1786年3月14日（天明6年2月15日）、土佐藩主山内豊雍の時に嫡孫御目見え仰せ付けられる。
- 1810年8月9日（文化7年7月10日）、正春の嫡子正勝が、嫡孫[2]御目見え江戸代参を以って仰せ付けられる。
- 1812年（文化9年）、弟の乾右馬之助が武芸を以って御目見えを仰せ付けられ、その後、母の生家である本山家の本山茂直（安之進）の養子を仰せ付けられた。
- 1822年1月10日（文政4年12月18日）、嫡子正勝が病死する。
- 1827年10月21日（文政10年9月1日）、土佐藩主山内豊資の時、戌治郎（山内豊策五男、後の黒田長元）、熊弥太（山内豊策六男、後の山内豊栄）附きを仰せ付けられ、役料米5石を下し置かれた。
- 1828年12月5日（文政11年10月29日）、それまでつき従ってきた戌治郎が筑前国秋月藩主・黒田長韶の元へ養子へ出ることとなった為、江戸表へ向けて発駕をされる時に、戌治郎様附きの任をはずされて、熊弥太（山内豊栄）附だけに変更された。
- 1829年9月7日（文政12年8月10日）、亡父正壽の跡目を無相違下し置かれ、それまでの御附役料米共に10俵を下し置かれた。
- 1830年5月4日（文政13年閏3月12日）、敏衛、郁松（山内豊矩）附きを仰せ付けられる。
- 1830年10月8日（文政13年8月22日）病死。墓は土佐の薊野山[3]にある。
- 1831年1月7日（文政13年11月24日）、正春が無嗣子で病死したが、土佐藩祖山内一豊が掛川藩に封ぜられて以来の大切な血統（掛川衆侍）のため、藩主より直々に特段のはからいがあり、1831年5月10日（天保2年3月28日）、実甥の本山楠弥太が末期養子となることを認められて跡を継いだ。

## 家族
- 父：乾正壽（宅平）
- 母：本山茂苞（安之進）の娘
  - 本人：乾正春（左八）
  - 実弟：本山茂良（乾右馬之助）
    - 嫡子：乾正勝（弥太郎）
    - 養子（実甥）：乾正厚（市郎平）
    - 正厚の妻：明神善秀（源八）の姉

## 補注
1. ↑  「左八」という名は「佐」の字画から人偏を略し、「内」の字画から外枠を略して「左八」と洒落て書いたものが起源である。
2. ↑  乾正壽（宅平）が高齢でありながら中々隠居しなかった為、通常の「惣領御目見え」では無く「嫡孫御目見え」となっている。
3. ↑  現 高知県高知市薊野東町